# Ministère de la Protection du citoyen
Le ministère de la Protection du citoyen (en grec moderne : Υπουργείο Προστασίας του Πολίτη) est le département ministériel du gouvernement de la République hellénique responsable de la sécurité intérieure, de la lutte contre la délinquance, de la gestion des catastrophes naturelles et de la sécurité des frontières.

## Historique

### Titulaires
| Nom                                                       | Nom                       | Mandat            | Mandat            | Parti  | Gouvernement                               |
| --------------------------------------------------------- | ------------------------- | ----------------- | ----------------- | ------ | ------------------------------------------ |
| Ministre de l'Ordre public                                |                           |                   |                   |        |                                            |
|                                                           | Sólon Gíkas               | 24 juillet 1974   | 5 janvier 1976    | ERE    | Unité nationale Konstantínos Karamanlís VI |
|                                                           | Geórgios Stamátis         | 5 janvier 1976    | 28 novembre 1977  | ND     | Konstantínos Karamanlís VI                 |
|                                                           | Athanásios Bálkos         | 28 novembre 1977  | 10 mai 1980       | ND     | Konstantínos Karamanlís VII                |
|                                                           | Dimítrios Davákis         | 10 mai 1980       | 17 septembre 1981 | ND     | Rállis                                     |
|                                                           | Ioánnis Katsadímas        | 17 septembre 1981 | 21 octobre 1981   | Sans   | Rállis                                     |
|                                                           | Giánnis Skoularíkis       | 21 octobre 1981   | 9 mai 1985        | PASOK  | Andréas Papandréou I                       |
|                                                           | Aléxandros Phlóros        | 9 mai 1985        | 5 juin 1985       | Sans   | Andréas Papandréou I                       |
|                                                           | Thanásis Tsoúras          | 5 juin 1985       | 26 juillet 1985   | PASOK  | Andréas Papandréou II                      |
|                                                           | Antónis Drosogiánnis      | 25 avril 1986     | 22 juin 1988      | PASOK  | Andréas Papandréou II                      |
|                                                           | Tássos Sechiótis          | 22 juin 1988      | 11 novembre 1988  | PASOK  | Andréas Papandréou II                      |
|                                                           | Giórgos Pétsos            | 18 novembre 1988  | 17 mars 1989      | PASOK  | Andréas Papandréou II                      |
|                                                           | Ákis Tsochatzópoulos      | 17 mars 1989      | 2 juin 1989       | PASOK  | Andréas Papandréou II                      |
|                                                           | Panagiótis Markópoulos    | 2 juin 1989       | 2 juillet 1989    | Sans   | Andréas Papandréou II                      |
|                                                           | Ioánnis Kephalogiánnis    | 2 juillet 1989    | 12 octobre 1989   | ND     | Tzannetákis                                |
|                                                           | Dimítrios Maníkas         | 12 octobre 1989   | 11 avril 1990     | Sans   | Grívas Zolótas                             |
|                                                           | Ioánnis Vasileiádis       | 11 avril 1990     | 8 août 1991       | ND     | Konstantínos Mitsotákis                    |
|                                                           | Theódoros Anagnostópoulos | 8 août 1991       | 3 décembre 1992   | ND     | Konstantínos Mitsotákis                    |
|                                                           | Níkos Gelestáthis         | 3 décembre 1992   | 14 septembre 1993 | ND     | Konstantínos Mitsotákis                    |
|                                                           | Dimítrios Maníkas         | 14 septembre 1993 | 13 octobre 1993   | Sans   | Konstantínos Mitsotákis                    |
|                                                           | Stélios Papathemelís      | 13 octobre 1993   | 4 mai 1995        | PASOK  | Andréas Papandréou III                     |
|                                                           | Iosíph Valyrákis          | 4 mai 1995        | 22 janvier 1996   | PASOK  | Andréas Papandréou III                     |
|                                                           | Konstantínos Geítonas     | 22 janvier 1996   | 30 août 1996      | PASOK  | Simítis I                                  |
|                                                           | Kóstas Béis               | 30 août 1996      | 25 septembre 1996 | Sans   | Simítis I                                  |
|                                                           | Geórgios Romaíos          | 25 septembre 1996 | 30 octobre 1998   | PASOK  | Simítis II                                 |
|                                                           | Phílippos Petsálnikos     | 30 octobre 1998   | 19 février 1999   | PASOK  | Simítis II                                 |
|                                                           | Michális Chryssohoïdis    | 19 février 1999   | 7 juillet 2003    | PASOK  | Simítis II, III                            |
|                                                           | Geórgios Phlorídis        | 7 juillet 2003    | 10 mars 2004      | PASOK  | Simítis III                                |
|                                                           | Giórgos Voulgarákis       | 10 mars 2004      | 15 février 2006   | ND     | Kostás Karamanlís I                        |
|                                                           | Výron Polýdoras           | 15 février 2006   | 22 septembre 2007 | ND     | Kostás Karamanlís I                        |
| Ministre de la Protection du citoyen                      |                           |                   |                   |        |                                            |
|                                                           | Michális Chryssohoïdis    | 7 octobre 2009    | 6 septembre 2010  | PASOK  | Giórgos Papandréou                         |
|                                                           | Chrístos Papoutsís        | 6 septembre 2010  | 27 février 2012   | PASOK  | Giórgos Papandréou Papadímos               |
|                                                           | Michális Chryssohoïdis    | 7 mars 2012       | 17 mai 2012       | PASOK  | Papadímos                                  |
|                                                           | Elefthérios Ikonómou      | 17 mai 2012       | 20 juin 2012      | Sans   | Pikramménos                                |
| Ministre de l'Ordre public et de la Protection du citoyen |                           |                   |                   |        |                                            |
|                                                           | Níkos Déndias             | 20 juin 2012      | 9 juin 2014       | ND     | Samarás                                    |
|                                                           | Vassílios Kikílias        | 9 juin 2014       | 27 janvier 2015   | ND     | Samarás                                    |
| Ministre de la Protection du citoyen                      |                           |                   |                   |        |                                            |
|                                                           | Ólga Yerovassíli          | 28 août 2018      | 9 juillet 2019    | SYRIZA | Tsípras II                                 |
|                                                           | Michális Chryssohoïdis    | 9 juillet 2019    | 31 août 2021      | Sans   | K. Mitsotákis I                            |
|                                                           | Tákis Theodorikákos       | 31 août 2021      | 26 mai 2023       | ND     | K. Mitsotákis I                            |
|                                                           | Charálampos Laloúsis      | 26 mai 2023       | 27 juin 2023      | Sans   | Sarmás                                     |
|                                                           | Panagiótis Mitarákis      | 27 juin 2023      | 28 juillet 2023   | ND     | K. Mitsotákis II                           |
|                                                           | Giannis Oikonomou         | 28 juillet 2023   | 4 janvier 2024    | ND     | K. Mitsotákis II                           |
|                                                           | Michális Chryssohoïdis    | 4 janvier 2024    | en cours          | ND     | K. Mitsotákis II                           |